# Erich von Däniken

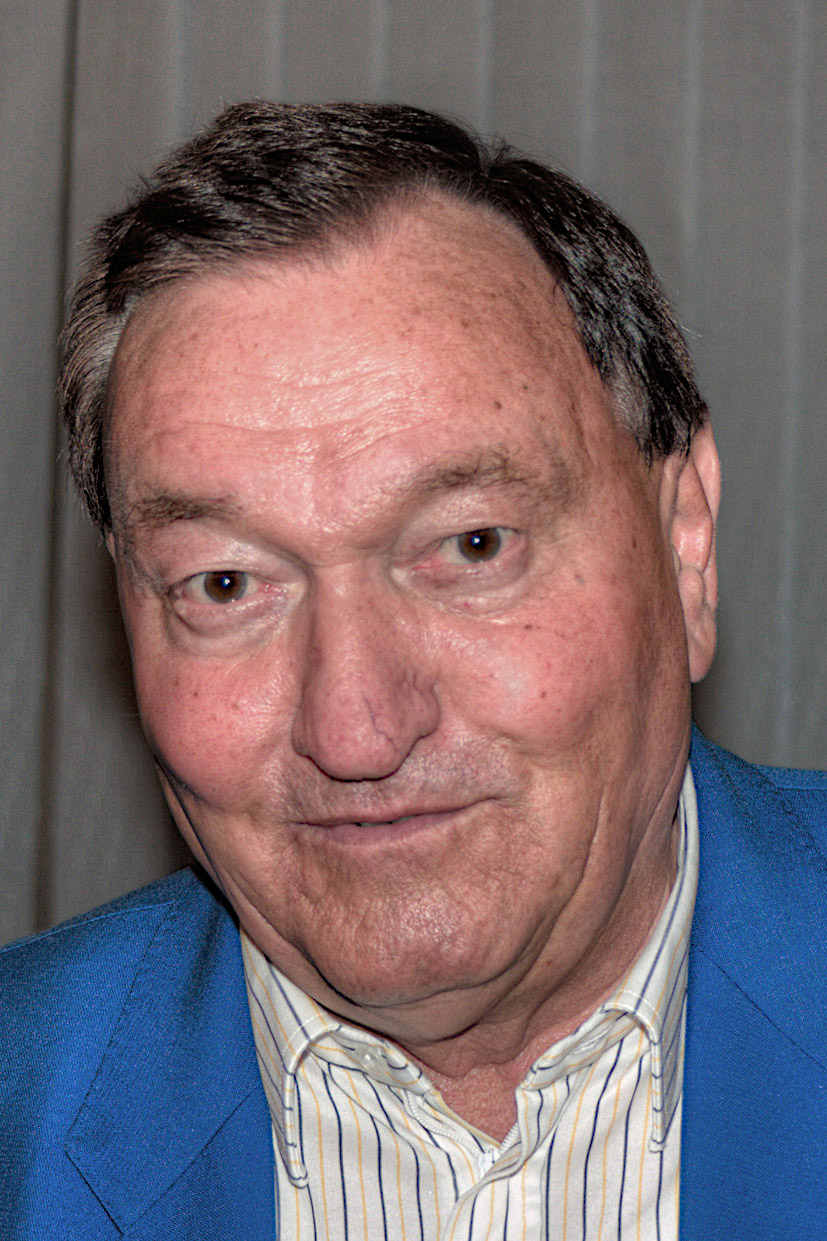
Erich von Däniken în 2009

Erich Anton Paul von Däniken (n. 14 aprilie 1935, Zofingen, cantonul Aargau, Elveția) este un scriitor elvețian cunoscut pentru cărțile sale în care a dezvoltat diverse teorii despre existența extratereștrilor și despre influența pe care aceștia au avut-o de-a lungul existenței rasei umane. Von Däniken este una dintre principalele figuri responsabile pentru popularizarea ipoteza „paleo-contactului” și teoria astronautului antic.
Ideile prezentate în cărțile sale sunt respinse de aproape toți oamenii de știință și de academicieni, care îi cataloghează lucrările ca pseudoistorie, pseudoarheologie și pseudoștiință. La începutul carierei sale, a fost condamnat și a executat o pedeapsă pentru mai multe acuzații de fraudă sau delapidare și a scris una dintre cărțile sale în închisoare.
Ulterior, Von Däniken a devenit co-fondator al Asociației de Cercetare pentru Arheologie, Astronautică și SETI (AAS RA). El a proiectat Mystery Park (cunoscut acum ca Jungfrau Park), un parc tematic situat în Interlaken, Elveția, care a fost deschis în mai 2003.

## Biografie
Erich von Däniken a studiat la Colegiul Romano-Catolic St-Michel din Fribourg, Elveția. Pe parcursul liceului, von Däniken a devenit pasionat de astronomie și OZN-uri, respingând interpretările tradiționale asupra Bibliei. În cele din urmă, a abandonat colegiul și a lucrat la un hotel. În timp ce era director al unui hotel elvețian de 5 stele din Davos a scris prima sa carte populară, Chariots of the Gods, care a devenit imediat un bestseller în Statele Unite, Germania, și apoi și în alte 38 de țări..
În Statele Unite, Erich von Däniken a devenit celebru instantaneu, ca urmare a  unei emisiuni de televiziune speciale "In Search of Ancient Astronauts" (În căutarea străvechilor cosmonauți) bazată pe prima sa carte.
În 1993, postul german de televiziune SAT-1 a început o serie de douăzeci și cinci de episoade, cu și despre Erich von Däniken, denumită Auf den Spuren der All-Mächtigen (Căile zeilor).
În 1996, societatea americană de televiziune TV ABC/Kane a produs o emisiune specială de o oră, filmată în întreaga lume, intitulată "Chariots of the Gods - The Mysteries Continue ( Carele Zeilor - Continuarea Misterelor). Acest film a fost difuzat în rețeaua ABC pe 26 septembrie 1996.
În 1996/97 ABC/Kane a produs un alt documentar, cu Erich von Däniken (văzut pe Discovery).
În Germania, cea mai mare rețea TV, RTL, a prezentat acest film pe 26 noiembrie 1996. 7,7 milioane de telespectatori au vizionat acest program numai în Germania. Erich von Däniken continuă colaborarea cu ABC și cu RTL.
Astăzi Erich von Däniken locuiește într-un mic sat de munte din Elveția, Beatenberg, localitate aflată la cca. 70 km distanță de Berna, chiar lângă orașul Interlaken). El este căsătorit cu Elisabeth Skaja din anul 1960. Are o fiică, Cornelia (n. 1963) și doi nepoți. Von Däniken este bucătar amator și iubitor al vinurilor de Bordeaux. 
În 1998, Erich von Däniken a fondat AAS RA - Asociația de Arheologie, Astronautică și Cercetare SETI, care publică în revista engleză Legendary Times ™ rapoarte despre cele mai recente cercetări în domeniul paleo-SETI.

## Teorii controversate
A fost unul dintre primii autori care au lansat ipoteza intervenției extraterestre în viața pământeană, începând cu perioada preistorică.
Legat de aceasta, Daniken face nenumărate călătorii pentru a dovedi teoria. În mare parte își bazează scrierile pe descoperirile unor obiecte extrem de avansate tehnologic pentru a fi create în epoca respectivă.
În această categorie el enumeră Pilonul de fier de la Delhi, lentile extrem de fin șlefuite, monumente precum piramidele, harta amiralului turc Piri Reis

Pilonul de fier de la Delhi.

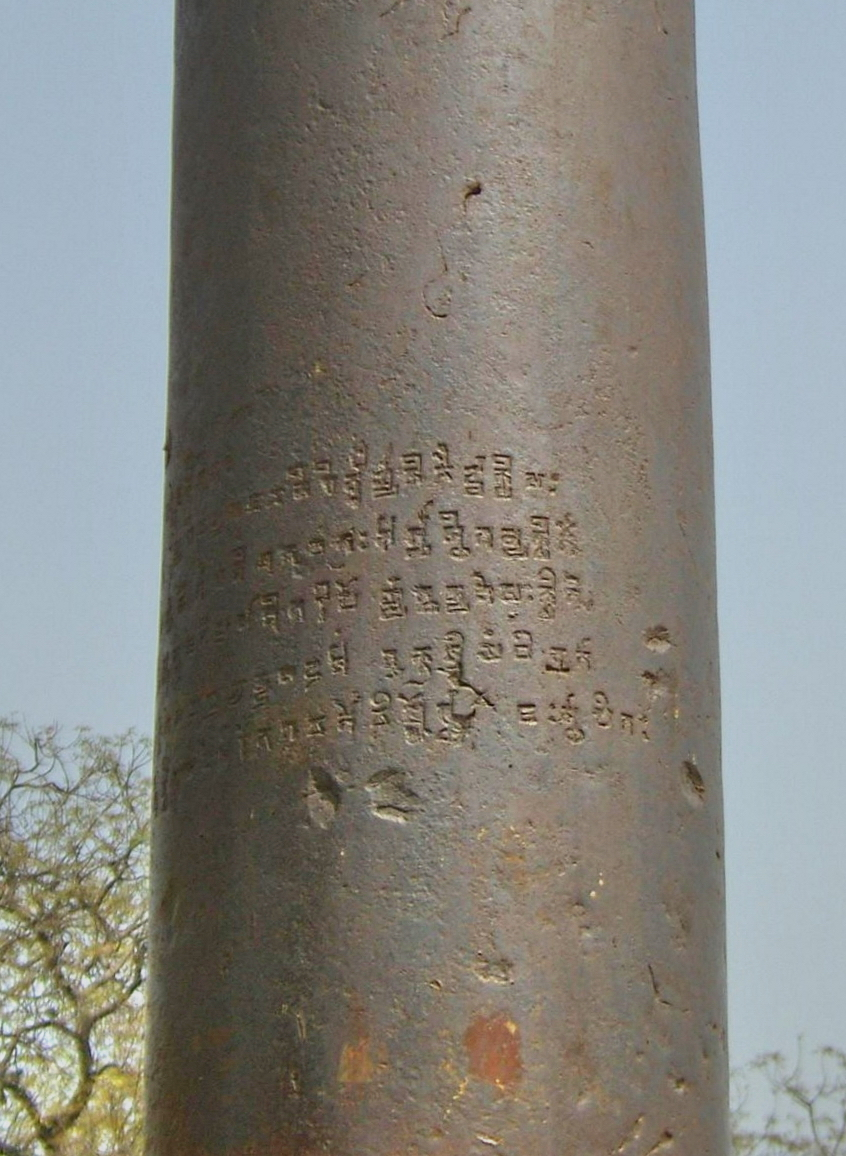
Detaliu cu inscripţia de pe Pilonul de fier de la Delhi.

## Operă
A scris 36 cărți care au fost traduse în numeroase limbi și s-au vândut mai mult de 60 de milioane de exemplare, iar documentare și aparițiile TV au fost vizionate în întreaga lume.
- 1964 Did our Ancestors have a Visit from Space?
- 1968 Chariots of the Gods?[17]
- 1969 Erinnerungen an die Zukunft [Ungelöste Rätsel der Vergangenheit][18], Econ-Verlag, Düsseldorf-Wien. Tradusă în România: Amintiri despre viitor (Enigme nedezlegate ale trecutului), Editura Politică, București, 1970
- 1970 Gods from Outer Space (Putnam and Bantam Books)
- 1972 The gold of the gods (Putnam and Bantam Books)
- 1973 In Search of Ancient Gods : My Pictorial Evidence for the Impossible (Putnam and Bantam Books)
- 1974 Miracles of the Gods : A New Look at the Supernatural (Putnam and Bantam Books)
- 1977 Von Daniken's Proof (Putnam and Bantam Books)
- 1978 Im Kreuzverhör
- 1979 Signs of the Gods (Putnam and Bantam Books)
- 1981 Pathways to the Gods : The Stones of Kiribati (Putnam and Bantam Books)
- 1982 The Gods and Their Grand Design : The Eighth Wonder of the World
- 1983 Ich liebe die ganze Welt
- 1984 Der Tag an dem die Götter kamen
- 1985 Habe ich mich geirrt?
- 1987 Wir alle sind Kinder der Götter
- 1990 Die Spuren der Außerirdischen
- 1991 Die Steinzeit war ganz anders
- 1991 Die Rätsel im alten Europa
- 1992 Der Götterschock
- 1993 Raumfahrt im Altertum
- 1993 Das Erbe von Kukulkan
- 1994 Auf den Spuren der All-Mächtigen
- 1996 The Eyes of the Sphinx (BERKELEY BOOKS, New York)
- 1997 The Return of the Gods - Evidence of Extraterrestrial Visitations. (ELEMENT BOOKS, London and New York)
- 1998 The Arrival of the Gods - Revealing the Alien Landing Sites of Nazca. (ELEMENT BOOKS, New York and London)
- 1999 Odiseea zeilor. Istoria contactelor extraterestre din Grecia Antică. (Im Namen von Zeus)[19]. În română - Editura Lifestyle 2012, Grupul Editorial Trei, ISBN	6068309665, traducere de Bogdan Chircea după versiunea din limba engleză, Odyssey of the Gods: An Alien History of Ancient Greece[20]
- 2002 The Gods Were Astronauts: Evidence of the True Identities of the Old Gods. (Vega Books, London)
- 2010 Istoria se înșală [21] (New Page books, 2009) ISBN: 1601630867
- Evidence of the Gods (New Page books, 2010) ISBN: 1601632479
- Twilight of the Gods: The Mayan Calendar and the Return of the Extraterrestrials (New Page books, 2010) ISBN: 1601631413
- Tomy and the Planet of Lies (Tantor eBooks, 2012) ISBN: 0988349434
- Remnants of the Gods: A Visual Tour of Alien Influence in Egypt, Spain, France, Turkey, and Italy (New Page Books, 2013) ISBN: 1601632835
- The Gods Never Left Us (New Page Books, 2018) ISBN: 978-1632651198
- Eyewitness to the Gods (New Page Books, 2019) ISBN: 978-1632651686
- War of the Gods (New Page Books, 2020) ISBN: 978-1632651716
- Confessions of an Egyptologist: Lost Libraries, Vanished Labyrinths & the Astonishing Truth Under the Saqqara Pyramids (New Page Books, 2021) ISBN: 978-1632651914

### În germană
- Erinnerungen an die Zukunft (1968)
- Zurück zu den Sternen: Argumente für das Unmögliche (1969) Format:ISBN?
- Erich von Däniken (1972). Aussaat und Kosmos. Spuren und Pläne außerirdischer Intelligenzen (în germană) (ed. 1). Düsseldorf: Econ-Verlag.
- Strategie der Götter: Das Achte Weltwunder (1982) ISBN: 3430119790
- Der Tag an dem die Götter kamen (1984) ISBN: 3442084784
- Habe ich mich geirrt? (1985) ISBN: 3570030598
- Wir alle sind Kinder der Götter (1987) C. Bertelsmann, ISBN: 3570030601
- Die Augen der Sphinx (1989) C. Bertelsmann, ISBN: 3570043908
- Die Spuren der Ausserirdischen (1990) (Bildband) ISBN: 3570094197
- Die Steinzeit war ganz anders (1991) ISBN: 3570036189
- Ausserirdische in Ägypten (1991)
- Erinnerungen an die Zukunft (1992) (Reissue with new foreword)
- Der Götter-Schock (1992) ISBN: 3570045005
- Raumfahrt im Altertum (1993) ISBN: 3570120236
- Auf den Spuren der Allmächtigen (1993) C. Bertelsmann, ISBN: 3570017265
- Botschaften und Zeichen aus dem Universum (1994) C. Bertelsmann, ISBN: 3442126886
- Im Name von Zeus (2001) C. Bertelsmann, ISBN: 863312372X
- Götterdämmerung (2009) KOPP Verlag ISBN: 3942016044
- Grüße aus der Steinzeit: Wer nicht glauben will, soll sehen! (2010)
- Was ist falsch im Maya-Land?: Versteckte Technologien in Tempeln und Skulpturen (2011)
- Was ich jahrzehntelang verschwiegen habe (2015) ISBN: 3864452384